# سیگنی هاسو
سیگنی هاسو (انگلیسی: Signe Hasso؛ ۱۵ اوت ۱۹۱۵ – ۷ ژوئن ۲۰۰۲) هنرپیشه، نویسنده و آهنگ‌ساز سوئدی-آمریکایی بود. وی بین سال‌های ۱۹۳۳ تا ۱۹۹۸ میلادی فعالیت می‌کرد.
او نخستین اجرای خود را در سن ۱۲ سالگی و در «سالن نمایش رویال دراماتیک» انجام داد. سیگنه در سال ۱۹۴۰ به آمریکا مهاجرت کرد و در تعدادی فیلم موفقِ آمریکایی نقش آفرینی کرد؛ به‌نحوی که از او، با عنوان «جانشین گرتا گاربو» یاد می‌شد. در سال ۱۹۵۷ میلادی، تنها فرزندِ او در یک سانحه رانندگی کشته شد و از آن پس، وقت خود را صرفِ ساختِ فیلم در سوئد یا بازی در تئاتر در نیویورک کرد. در سال‌های پایانی زندگی، سیگنه به ترانه‌سرایی و نویسندگی مشغول شد و برخی ترانه‌های فولکلوریک سوئدی را به انگلیسی ترجمه کرد.
سیگنی هاسو در سال ۲۰۰۲ میلادی، در سن ۸۶ سالگی و بر اثرِ سینه‌پهلوی ناشی از سرطان ریه، در شهر لس آنجلس در گذشت.

## گزیدهٔ فیلم‌شناسی
- بحران (۱۹۵۰)
- بیرون دیوار (۱۹۵۰)
- مرد دوچهره (۱۹۴۷)
- بهشت می‌تواند صبر کند (۱۹۴۳)